# Kamila Szczecina
Kamila Szczecina (ur. 21 października 1987 w Nowym Sączu) – polska piłkarka ręczna, medalistka mistrzostw Polski, reprezentantka Polski.

## Kariera sportowa
Jest wychowanką MKS Beskid Nowy Sącz, gdzie jej trenerami byli Jacek Gomulec i Włodzimierz Strzelec. Od 2006 była zawodniczką Piotrcovii, z którą zdobyła w 2007 wicemistrzostwo Polski, w 2009 brązowy medal mistrzostw Polski. W 2011 odeszła do Olimpii Nowy Sącz i w 2012 wywalczyła z tą drużyną awans do ekstraklasy. Od 2015 występowała w Pogoni Szczecin, z którą w 2016 zdobyła wicemistrzostwo Polski. W rundzie jesiennej sezonu 2017/2018 występowała w norweskiej drużynie Forde IL Handball, od stycznia 2018 występuje w niemieckim zespole HC Rödertal.
Z reprezentacją Polski seniorek wystąpiła w 2016 na mistrzostwach Europy, zajmując z drużyną 15. miejsce.